# Epichnopterix ardua
Epichnopterix ardua är en fjärilsart som beskrevs av Mann 1867. Epichnopterix ardua ingår i släktet Epichnopterix och familjen säckspinnare. Inga underarter finns listade i Catalogue of Life.